# Vuolvino

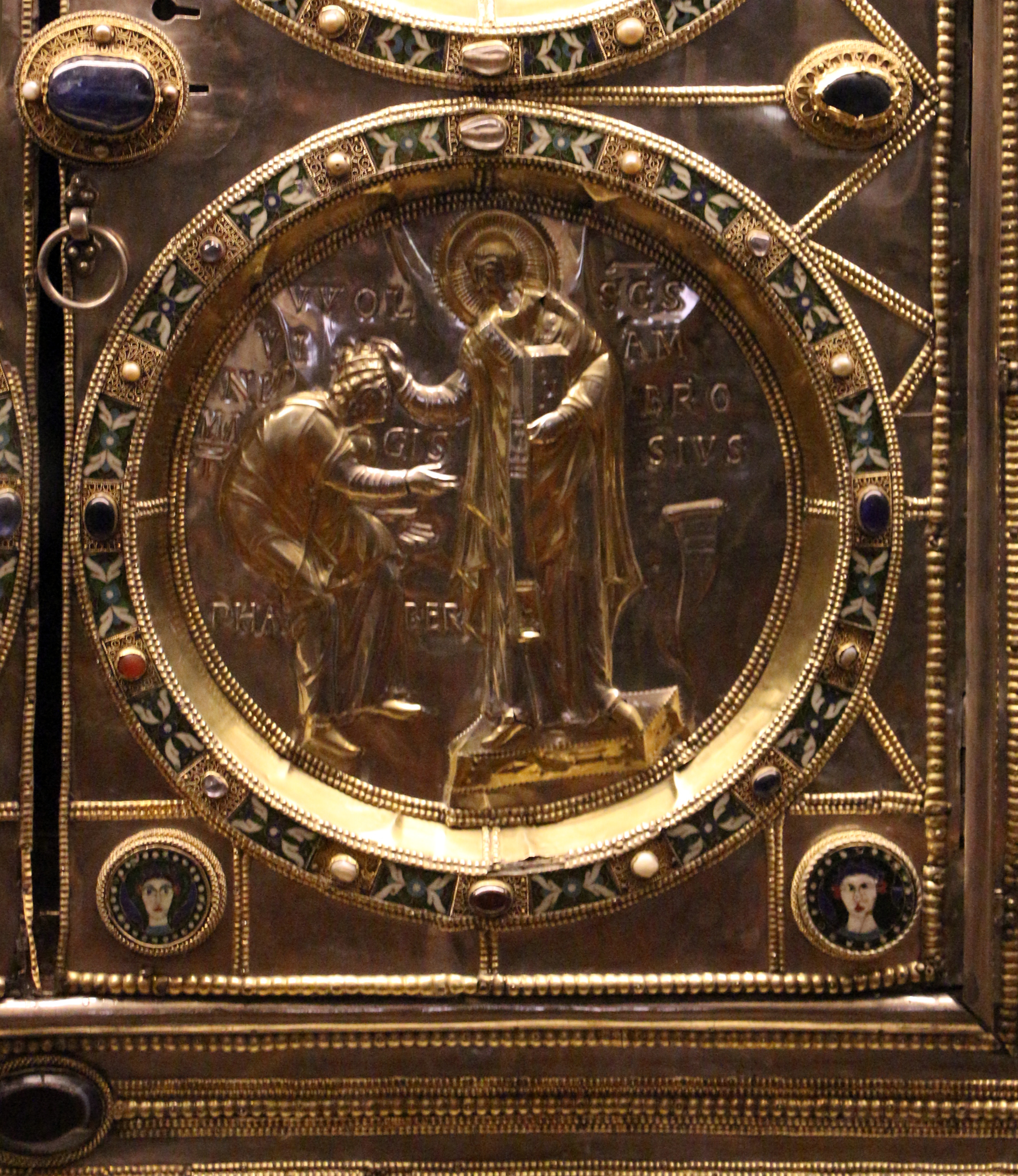
Ambrogio che incorona Vuolvino magister phaber

Vuolvino o Volvinio (in latino Magister phaber Volvinius) (IX secolo – IX secolo) è stato un monaco cristiano e orafo italiano, autore dell'Altare di Sant'Ambrogio nella basilica di Sant'Ambrogio a Milano. È uno dei più antichi esempi di artista italiano che dopo l'età classica abbia lasciato la propria firma su un'opera.

## Storia e descrizione
L'altare, firmato e databile tra l'824 e l'859, fu commissionato dal vescovo di Milano Angilberto II, il quale fece costruire anche l'abside e il ciborio nella basilica di Sant'Ambrogio. L'altare, autentico capolavoro dell'oreficeria di epoca carolingia, è autografo di Vuolvino almeno per la parte posteriore, mentre la parte anteriore, che differisce stilisticamente, è attribuita a dei generici Maestri delle Storie di Cristo. A Volvinio dovette comunque probabilmente spettare l'organizzazione di tutta l'opera, essendo solo la sua firma a comparire.
Il lato posteriore, in argento e rivolto verso l'abside, quindi riservato al clero e a coloro ai quali era concesso di vedere la tomba del santo titolare, presenta la stessa tripartizione del lato anteriore, però al centro vi sono i due sportelli che chiudono la finestrella, ciascuno decorato da due tondi con un arcangelo (Michele a sinistra e Gabriele a destra) e una scena di omaggio: Ambrogio che incorona Angilberto che gli presenta l'altare a sinistra e Ambrogio che incorona Vuolvino magister phaber, che lo venera a destra, quindi il committente e l'artefice dell'opera.
Lo stile di Vuolvino è più austero ed essenziale, rispetto al lato anteriore, con gesti eloquenti delle figure, ma mai dinamici. Le figure inoltre si stagliano su sfondo neutro (nel lato anteriore esiste uno sfondo a paesaggio nelle scene), con corpi plastici e dal panneggio fasciante. Numerosi sono qui i rimandi tra scena e scena nei vari pannelli, che a differenza del lato anteriore, creano una lettura più concatenata, come in un unico racconto.
Le scene raffigurate da Vuolvino erano spesso inedite, per cui dovette inventarsi nuove impostazioni senza precedenti iconografici definiti. Anche qui, più che nel lato anteriore, si leggono alcuni temi con riflessi prettamente politici ed ideologici voluti da Angilberto: 
- L'elezione divina di Ambrogio e quindi di riflesso della Chiesa milanese, nelle scene del Miracolo delle api, di Ambrogio richiamato a Milano e di Cristo che visita il santo malato.
- La polemica anti-ariana, nelle scene della Conversione di un ariano e dei Funerali di San Martino (San Martino di Tours è un santo che si dedicò strenuamente alla lotta dell'arianesimo);
- La fondazione del diritto del vescovo a detenere il potere sulla città, con Ambrogio raffigurato come prototipo del missus dominicus degli imperatori carolingi.

Inusitata è la raffigurazione dell'artefice sugli sportelli a pari livello del vescovo, che testimonia il grande prestigio e la dignità che egli doveva godere quale magister.
Altro aspetto degno di nota è la presenza all'interno delle formelle di elementi appartenenti alla quotidianità del Santo, come le sue ciabattine posizionate sotto la sua branda. All'interno di ogni formella compare inoltre una didascalia in latino che racconta brevemente cosa sta avvenendo nella scena.